# Kerry-Jayne Wilson

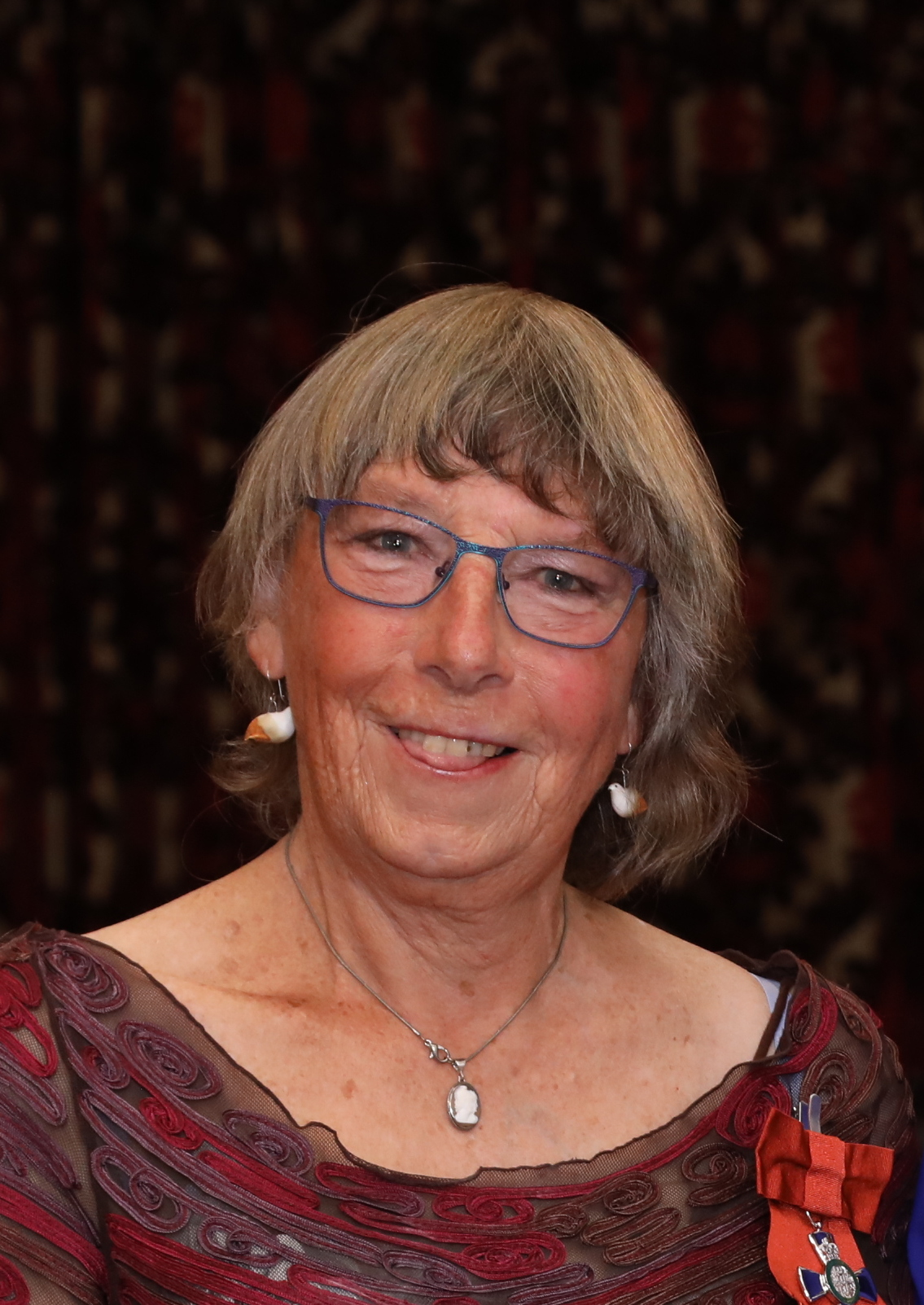
Kerry-Jayne Wilson

Kerry-Jayne Wilson MNZM (* 6. März 1950; † 29. März 2022) war eine neuseeländische Biologin und Professorin für Ökologie an der Lincoln University an der Faculty of Agriculture and Life Sciences.

## Schaffen
Wilson arbeitete über 40 Jahre an verschiedenen Naturschutzaspekten in Neuseeland mit dem Schwerpunkt Avifauna Neuseelands. Sie untersuchte vor allem Seevögel in der Antarktis, der Mongolei, Malaysia, Neufundland, Indonesien und den Cookinseln. 2009 ging sie nach 23 Jahren Lehrtätigkeit in der Ökologie an der Lincoln University in Ruhestand.
Kerry-Jayne Wilson war Neuseelands Botschafterin bei der Australasian Seabird Group, sie war stellvertretende Präsidentin der Ornithological Society of New Zealand (OSNZ) und arbeitet am State of New Zealand Birds Report mit. Sie hielt 2012 an der Georg-August-Universität Göttingen eine offene Vorlesung über Ökologie und Artenschutz in Neuseeland.
2012 wurde sie von der OSNZ mit dem Robert Falla Memorial Award für ihre Verdienste auf dem Gebiet der Ornithologie und langjährige Tätigkeit im Dienst der Gesellschaft ausgezeichnet.

## Publikationen
Wilson veröffentlichte 60 Fachartikel und zwei Bücher. Zu ihren bedeutendsten Werken gehört unter anderem Flight of the huia : ecology and conservation of New Zealand's frogs, reptiles, birds and mammals, ein Buch, welches sich mit dem Thema Artenschutz in Neuseeland beschäftigt.

## Dedikationsnamen
2023 wurde ihr zu Ehren die fossile Pinguinart Eudyptula wilsonae benannt.